# Studený potok (přítok Bělé)
Studený potok je levostranný přítok řeky Bělé v okrese Jeseník v Olomouckém kraji. Délka toku činí 4,4 km. Plocha povodí měří 7,5 km².

## Průběh toku
Potok pramení pod Velkým Jezerníkem, v oblasti Slatí, které jsou jeho zdrojnicí ve výšce okolo 1285 m n. m. Celý tok má značný spád, do Bělé se vlévá v nadmořské výšce kolem 620 m, tedy na poměrně krátkém toku překonává rozdíl přes 650 metrů. Největší převýšení má Studený potok na svém horním toku. Po necelém kilometru překonává skalní stěnu Vysokým vodopádem, který je nejvyšším přírodním vodopádem Jeseníků. Původní výška vodopádu byla asi 45 metrů, ale roklina pod vodopádem byla zanesena materiálem při průtržích mračen v roce 1880. V současné době má vodopád dva stupně. První stupeň má výšku zhruba 5 m. Druhý stupeň měří něco přes 20 m.

### Větší přítoky
- Bukový potok je levostranný přítok, jehož délka činí 2,3 km.[1] Na horním toku teče severním směrem. Na středním a dolním toku směřuje převážně na severovýchod. Do Studeného potoka se vlévá na 1,2 říčním kilometru.[1]
- Javorový potok je levostranný přítok, jehož délka činí 2,1 km.[4] Po celé své délce teče severovýchodním směrem. Do Studeného potoka se vlévá na 1,0 říčním kilometru.[4]